# Hyperaeschrella discoidalis
Hyperaeschrella discoidalis är en fjärilsart som beskrevs av Matsumura 1920. Hyperaeschrella discoidalis ingår i släktet Hyperaeschrella och familjen tandspinnare. Inga underarter finns listade i Catalogue of Life.